# Jean Hobjanian
Jean Hobjanian, né le 27 juillet 1930 à Marseille, est un coureur cycliste français ayant couru entre 1950 et 1959.

## Palmarès
- 1953
  - 3e du Circuit du Ventoux
  - 3e du Grand Prix du comptoir des tissus
- 1954
  - Circuit de l'Ain
  - Lyon-Grenoble-Lyon
- 1955
  - Tour de Tunisie
- 1956
  - 3e du Grand Prix de Nice